# Marcus Carr
Marcus Joshua Carr (Toronto, Ontario; 6 de junio de 1999) es un baloncestista canadiense que pertenece a la plantilla del Hapoel Galil Elyon de la Ligat ha'Al israelí. Con 1,88 metros de estatura, juega en la posición de base.

## Trayectoria deportiva

### Universidad
Jugó una temporada con los Panthers de la Universidad de Pittsburgh, en la que promedió 10,0 puntos, 2,8 rebotes y 4,0 asistencias por partido. Anunció que dejaría el programa después de que el entrenador Kevin Stallings fuera despedido al final de la temporada en la que los Panthers terminaron con un decepcionante 8-24. Carr fue transferido a los Golden Gophers a la Universidad de Minnesota.
Estuvo fuera un año debido a las reglas de transferencia de la NCAA después de que su solicitud de exención que le permitiría jugar de inmediato fuera denegada. Durante el año de descanso, imitó a bases rivales como Carsen Edwards en el equipo de ojeadores. Jugó dos temporadas en las que promedió 17,4 puntos, 5,7 asistencias y 4,7 rebotes por partido. En su primera temporada fue incluido en el tercer mejor quinteto de la Big Ten Conference, mientras que al año siguiente lo fue en el primero.
Al término de esas dos temporadas volvió  a ser incluido en el portarl de transferencias, y acabó en los Longhorns de la Universidad de Texas en Austin. Allí jugó dos temporadas más, en las que promedió 13,7 puntos, 3,8 asistencias y 2,5 rebotes por partido. En 2023 fue incluido en el mejor quinteto de la Big 12 Conference.

#### Estadísticas
| Año     | Equipo     | PJ       | PT       | MPP      | %TC      | %3P      | %TL      | RPP      | APP      | ROB      | TPP      | PPP      |
| ------- | ---------- | -------- | -------- | -------- | -------- | -------- | -------- | -------- | -------- | -------- | -------- | -------- |
| 2017–18 | Pittsburgh | 32       | 27       | 28.6     | .396     | .333     | .818     | 2.8      | 4.0      | 0.6      | 0.1      | 10.0     |
| 2018–19 | Minnesota  | Redshirt | Redshirt | Redshirt | Redshirt | Redshirt | Redshirt | Redshirt | Redshirt | Redshirt | Redshirt | Redshirt |
| 2019–20 | Minnesota  | 31       | 31       | 36.8     | .393     | .361     | .700     | 5.3      | 6.5      | 0.9      | 0.1      | 15.4     |
| 2020–21 | Minnesota  | 29       | 29       | 35.8     | .385     | .317     | .799     | 4.0      | 4.9      | 1.3      | 0.1      | 19.4     |
| 2021–22 | Texas      | 34       | 32       | 30.9     | .394     | .338     | .769     | 1.9      | 3.4      | 0.9      | 0.1      | 11.4     |
| 2022–23 | Texas      | 38       | 38       | 33.9     | .428     | .368     | .772     | 3.0      | 4.1      | 1.6      | 0.1      | 15.9     |
| Total   | Total      | 164      | 157      | 33.1     | .400     | .345     | .768     | 3.3      | 4.6      | 1.1      | 0.1      | 14.3     |

### Profesional
Tras no ser elegido en el Draft de la NBA de 2023, firmó contrato con los Phoenix Suns, con los que disputó la Liga de Verano de la NBA. el 3 de agosto firmó su primer contrato profesional con el [[Aris BC]+ de la A1 Ethniki griega. Disputó diez partidos antes de desvincularse del equipo en diciembre de 2023, en los que promedió 7.4 puntos, 1.4 rebotes y 1.8 asistencias en 22.4 minutos por partido.
El 14 de diciembre de 2023 firmó con el Bnei Herzliya de la Ligat ha'Al israelí. Allí terminó la temporada promediando 12,1 puntos y 3,3 asistencias por partido.
El 16 de julio de 2024 fichó por los Vancouver Bandits of the Canadian Elite Basketball League. para el resto de la temporada. En seis partidos promedió 12,7 puntos y 1,7 rebotes.
El 23 de agosto de 2024 fichó por el Hapoel Galil Elyon de la Ligat ha'Al israelí.